# Coniochaetales
Coniochaetales Huhndorf, A.N. Mill. & F.A. Fernández – rząd workowców należący do klasy Sordariomycetes.

## Systematyka
Pozycja w klasyfikacji według Index Fungorum: Diaporthomycetidae, Sordariomycetes, Pezizomycotina, Ascomycota, Fungi.
Według aktualizowanej klasyfikacji Index Fungorum bazującej na Dictionary of the Fungi do rzędu tego należą:
- rodzina Coniochaetaceae Malloch & Cain 1971
- rodzina Incertae sedis[1].